# دهستان قناتغستان
قناتغستان، دهستانی از توابع بخش ماهان شهرستان کرمان در استان کرمان ایران است.

## جمعیت
براساس سرشماری سال ۱۳۸۵جمعیت آن ۲٫۴۴۹نفر (۶۳۷خانوار) بوده‌است.